# Vlčice, Trutnov
Vlčice là một làng thuộc huyện Trutnov, vùng Královéhradecký, Cộng hòa Séc.